# Montanhes araneses (himno)
Montanhes araneses es el himno oficial del Valle de Arán. Se trata de la versión aranesa de la canción popular occitana Se canta, una canción que ha acontecido un himno de facto de todo Occitania. El 15 de diciembre de 2008 fue oficializada por el Consejo General de Arán como himno del valle.

## Letra
| Original en aranés Montanhes Araneses Aqueres montanhes que tan nautes son, m’empèishen de véder mèns amors a o son. Nautes se son nautes ja s’abaisharàn es mies amoretes que s’aproparàn. Montanhes araneses a on es pastors es hònts regalades tròben, e jordons. Se cantes perqué cantes cantes pas per jo cantes per ma hilha que non ei près de jo. Montanhes coronades tot er an de nhèu, tan nautes e bères que vos pune eth cèu. Montanhes araneses pientades de rius, de totes grandeses vos adorne Diu. Nòsti amors veiguéretz com rosèr florir, volem com es pares, guardant-vos morir. | Traducción en español Montañas Aranesas Aquellas montañas que tan altas son me impidieron ver donde se fue mi amor. Altas, si son altas, ya se bajarán Mis amores que se acercaran Montañas aranesas donde los pastores fuentes regaladas encuentran, y frambuesas. Si cantas, ¿por qué cantas? no cantas para mí, cantas para mi hija que no está a mi lado. Montañas coronadas todo el año con nieve, tan altas y bellas que os besa el cielo. Montañas aranesas peinadas con riachuelos de todas las majestades Dios te adorna. Nuestro amor visteis como una rosal que florece queremos, como nuestros padres Mirándoos morir. |  |